# Al-Gharrafa Doha
Al-Gharrafa (arapski: الغرافة) katarski je nogometni klub iz Dohe.
Utemeljen je 1979. godine.
Od svjetski poznatih igrača, u njemu su igrali i: Marcel Desailly, Sonny Anderson, Sergio Ricardo, a od azijskih poznatih igrača A'ala Hubail. Trener je bio Slaviša Jokanović.
Klub svoje utakmice igra na stadionu Al-Gharrafi.

## Klupski uspjesi
- Katarsko prvenstvo: 4 (1991/92., 1997/98., 2001/02., 2004/05.)
- Katarski Cup (The Prince Cup): 6 (1995., 1996., 1997., 1998., 1999., 2002.)
- "Qatar Crown Prince Cup": 1 (2000.)
- Arapski Kup pobjednika kupova: 1 (1999.)
- Arapsko prvenstvo 1999.

## Vanjske poveznice
- Službene stranice  Arhivirana inačica izvorne stranice od 27. srpnja 2017. (Wayback Machine)